# Promalactis latignatha
Promalactis latignatha (лат.) — вид ширококрылых молей из рода Promalactis (Oecophoridae).

## Распространение
Таиланд (Chieng Mai Province).

## Описание
Небольшие молевидные бабочки с размахом крыльев около 1 см (у голотипа 12 мм). Голова и грудь жёлтые. Крылья жёлтые с чёрными и серыми отметинами. Усики чёрные, жгутик сверху с белыми кольцами. Крылья относительно широкие. Костальные и вентральные области переднего крыла плотно покрыты тёмными чешуйками, образующими плохо определённые темные полосы вдоль базальных 2/5 до 3/4 соответственно, и дорзум с двумя бледными параллельными полосами; гениталии самцов, имеют удлиненный колокольчатый ункус, язычковидный гнатос и вальву с дистальной щетинистой областью.

## Классификация
Вид был описан в 2020 году китайским энтомологом Shuxia Wang (College of Life Sciences, Nankai University, Tianjin, Китай) и включён в видовую группу cornigera -group. Сходен с видом Promalactis fuscimaculata, отличаясь строением гениталий.